# اقتصاد افتراضي

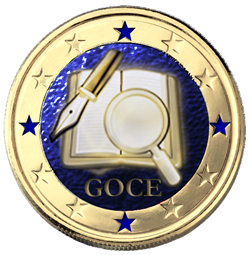

اقتصاد افتراضي هو اقتصاد طارئ يتواجد في عالم مثابر افتراضي ويتم فيه تبادل السلع الافتراضية.